# 文国庆
文国庆（1935年—2020年8月13日），湖南石门人，中国人民解放军将领、中国人民解放军海军中将。 
1993年，授予中国人民解放军海军中将，曾任广州军区副司令员兼海军南海舰队司令员。 
2020年8月13日去世，享年83岁。